# Bertula contrastans
Bertula contrastans là một loài bướm đêm trong họ Erebidae.